# Кызылжар (Теректинский район)
Кызылжар (каз. Қызылжар) — село в Теректинском районе Западно-Казахстанской области Казахстана. Входит в состав Шагатайского сельского округа. Код КАТО — 276273500.

## Население
В 1999 году население села составляло 488 человек (243 мужчины и 245 женщин). По данным переписи 2009 года, в селе проживало 439 человек (214 мужчин и 225 женщин).